# Juegos Blotto
Los juegos Blotto (o juegos del coronel Blotto, o juego de "Dividir un dólar") constituyen una clase de juego de suma cero de dos personas, en el que los jugadores tienen la tarea de distribuir los recursos limitados de forma simultánea entre varios objetivos (o campos de batalla). En la versión clásica del juego, el jugador que le dedica más recursos a un campo de batalla gana la batalla, y la ganancia total es entonces igual al número total de campos de batalla ganados.
El juego del coronel Blotto fue propuesto y resuelto por primera vez en 1921 por el matemático Émile Borel, como ejemplo de un juego en el que "la psicología de los jugadores importa". Después de la Segunda Guerra Mundial fue analizado por el think tank de investigación de operaciones de la Fuerza Aérea norteamericana RAND Corporation, convirtiéndose en un clásico de la teoría de juegos.
El juego recibe su nombre del ficticio coronel Blotto ideado en 1950 por los economistas Gross y Wagner  en su documento de trabajo. El coronel tiene la tarea de encontrar la distribución óptima de sus S soldados sobre N campos de batalla sabiendo que:
1. en cada campo de batalla, ganará la parte que ha destinado la mayor cantidad de soldados, pero
2. ambas partes no saben cuántos soldados asignará la parte contraria a cada campo de batalla, y:
3. ambas partes tratan de maximizar el número de campos de batalla que esperan ganar.

## Ejemplo
Un ejemplo de un juego Blotto es el siguiente:
Hay dos jugadores y cada uno escribe tres números enteros positivos en orden no decreciente de tal manera que sumen un número predeterminado S. Posteriormente, los dos jugadores muestran mutuamente sus elecciones, y comparan los números correspondientes. El jugador que tiene dos números más altos que los correspondientes del oponente, gana el juego.
Para S = 6 sólo tres opciones de números son posibles: (2, 2, 2), (1, 2, 3) y (1, 1, 4). Es fácil ver que:
- Cualquier opción contra sí misma, es un empate
- (1, 1, 4) contra (1, 2, 3) es un empate
- (1, 2, 3) contra (2, 2, 2) es un empate
- (2, 2, 2) vence a (1, 1, 4)

De ello se deduce que la estrategia óptima es (2, 2, 2), ya que no lo hace peor frente a cualquier otra estrategia sin dejar de batir una. 
Sin embargo, hay varios equilibrios de Nash. Si ambos jugadores eligen las estrategias (2, 2, 2) o (1, 2, 3), entonces ninguno puede vencer al otro cambiando de estrategia, por lo que cada una de estas combinaciones de estrategias constituye un equilibrio de Nash .
Para un S mayor el juego se hace cada vez más difícil de analizar. Para S = 12, se puede demostrar que (2, 4, 6) representa la estrategia óptima, mientras que para S> 12, las estrategias deterministas no llegan a ser óptimas. Para S = 13, la elección de (3, 5, 5), (3, 3, 7) y (1, 5, 7) con una probabilidad de 1/3 cada uno, puede demostrarse que es la estrategia mixta óptima .
El juego de Borel es similar al ejemplo anterior con una gran S, pero los jugadores no se limitan a enteros redondos. Ellos por lo tanto tienen un número infinito de estrategias puras disponibles, de hecho un continuo.

## Aplicación
Este juego es comúnmente usado como una metáfora de la competencia electoral, con dos partidos políticos que deben dedicar dinero o recursos para atraer el apoyo de un número determinado de electores. Cada votante es un "campo de batalla" que se puede ganar por uno o por la otra parte. El mismo juego también es una aplicación en la teoría de subasta donde los oferentes deben realizar ofertas simultáneas.
Hay varias variaciones en el juego original que han sido resueltas por Laslier, Roberson, y Kvasov.